# 白尚德
白尚德，又名白向德，諱應和，福建同安人，明朝官員。

## 生平
永樂十二年（1414年）甲午科福建乡试中舉。永樂十六年（1418年），登戊戌科進士。歴官廣東定安縣（今海南省定安縣）知縣。